# جيف باري
جيف باري (بالإنجليزية: Jeff Barry)‏ هو مغن مؤلف ومنتج أسطوانات وكاتب أغاني ومغني أمريكي، ولد في 3 أبريل 1938 في بروكلين في الولايات المتحدة.

## وصلات خارجية
- جيف باري على موقع IMDb (الإنجليزية)
- جيف باري على موقع الموسوعة البريطانية (الإنجليزية)
- جيف باري على موقع ميوزك برينز (الإنجليزية)
- جيف باري على موقع قاعدة بيانات برودواي على الإنترنت (الإنجليزية)
- جيف باري على موقع أول ميوزيك (الإنجليزية)
- جيف باري على موقع ديسكوغز (الإنجليزية)